# 山本彩 LIVE TOUR 2016 〜Rainbow〜
『山本彩 LIVE TOUR 2016  〜Rainbow〜』は、山本彩の初のソロツアー 。 地元大阪でのファイナル公演を収録したライブ映像作品。
2017年4月28日によしもとアール・アンド・シー（laugh out loud! records）より発売された。

## セットリスト
1. ヒトコト
2. レインボーローズ
3. 抱きしめたいけど
4. BAD DAYS
5. 彼女になりたい
6. 愛のバトン
7. 雪恋
8. 月影
9. 疑問符
10. ひといきつきながら
11. 心の盾
12. スマイル
13. 初めての星（NMB48）
14. 僕らのユリイカ（NMB48）
15. 幸せの欠片
16. 365日の紙飛行機（AKB48）［アンコール］
17. 太宰治を読んだか?（NMB48）［アンコール］
18. メロディ［アンコール］
19. レインボーローズ［Wアンコール］